# 鄭濂 (嘉靖進士)
鄭濂（1503年—？年），字師周，應天府江宁县民籍，江西新建縣人，明朝官员。

## 生平
治《易經》，行一，由國子生中式正德十一年（1516年）丙子科應天府鄉試第三十三名舉人，嘉靖二年（1523年）癸未科會試第二百八十名，第三甲第二百六十一名進士。初授行人司行人，七年七月选授試御史，十年巡按浙江，十三年巡按广西，十四年二月升湖广按察司副使，兵备武昌，十七年乞归养，十九年父喪丁忧，遂不复任官。

## 家族
曾祖郑思恭，贈通判。祖郑礼，號立斋，举人、知府。父郑珉，七品散官。母欧阳氏（1462年-1552年），封孺人。具庆下，弟河、渠、從弟沂、漢。異母弟鄭河，嘉靖甲辰进士。